# Јукатан
Јукатан (шп. Yucatán, мајатан Yucal Peten), је полуострво у Средњој Америци, које дели Мексички залив од Карипског мора. Он има површину од око 181,000 km2 (69,884 sq mi), и скоро у потпуности се састоји од кречњака. Лежи источно од земљоуза Текуантепек, географске преграде која раздваја Средњу и Северну Америку. Северни део полуострва политички припада Мексику, и то трима његовим савезним државама: Јукатану, Држави Кампече и Кинтана Ро. Југ полуострва припада државама Гватемали и Белизу. Уз источну обалу Јукатана налази се највеће острво Мексика Козумел.
Становништво полуострва чине домороци из народа Маја, местици, и мањим делом потомци досељеника из Европе. Део становништва користи домородачке језике. Званични и најчешћи језик у употреби је шпански, који је у локалној верзији претрпео јак утицај језика маја. Највећи градови су: Мерида, Канкун, Кампече, Сијудад дел Кармен и Четумал (сви у Мексику).

## Име
На локалном језику име овог полуострва је Јукал Петен (Yucal Peten). Значење овог имена је: u (крагна), cal (врат) и peten (острво, регион), заједно „врат-острво“, у значењу полуострво. Није познато да ли су Шпанци узели име од овог, или из других извора.
Најчешће помињана верзија о пореклу имена је да је оно резултат неспоразума између Шпанаца и домородаца народа Маја. Шпанци су питали за име ове земље, на шта су домороци одговорили: Јук ак катан (Yuk ak katán, или Ma 'n u'uyik a t'àani), што значи: „Не разумем твој језик“.
Као име полуострва се некад помиње и име из језика наватл: Јукатла (Yuhcatla, напуштено место).

## Клима
Клима на полуострву је тропска и врућа.
Температуре у овој области се пењу до 38° °C, док зими ретко падају испод 16° °C.
На влажном југу тропске шуме чине већи део вегетације.
У средњем делу доминирају густе шуме.
Подручје полуострва је равничарско, са изузетком брежуљака на југу.
На кречњачком тлу, често се може наићи на језерца или базене (ценоте). Они су извор воде за становништво, јер на полуострву нема река.
Север полуострва је сувљи.
Јукатан се налази у зони урагана.

## Историја
На крајњем северозападу полуострва Јукатан, пре 65 милиона година, велики астероид од најмање 10 km у пречнику, погодио је Земљу и створио кратер Чиксулуб. То је проузроковало велико глобално пустошење, и вероватно допринело изумирању диносауруса. Овај догађај је означио крај геолошке ере креде и почетак терцијара.
Од 4. до 10. века Јукатан је био центар најзначајније средњоамеричке културе, културе Маја, која је за собом оставила бројна археолошка налазишта. Најпознатија од њих су: Чичен Ица, Усмал, Тулум, Едзна и Тикал.

### Колонијално доба
- Види још: Шпанско освајање Јукатана

Европљани су стигли у овај регион у периоду 1517—1518.
Први су до обала Јукатана стигли Франсиско Ернандез де Кордоба и Хуан де Грихалва.
Франсиско де Монтихо је заузео Јукатан 1527. и поставио главни град у град То (данашња Мерида).
Управа је током колонијалног доба била наизменично у оквиру Нове Шпаније (данашњи Мексико) и Гватемале.

### Мексико и Република Јукатан
Дана 2. новембра 1821. Јукатан се прикључио новој држави Мексико, као савезна држава Јукатан. Данас је ова територија подељена на 3 савезне државе: Јукатан, Кампече и Кинтана Ро.
Председник Мексика Санта Ана је покушао да централизује мексичку државу, чему се супротставила политичка елита Јукатана. Године 1841. проглашена је независност Републике Јукатана. Председник Санта Ана је блокирао сву трговину са Јукатаном и 1843. послао армију на отцепљену државу. Војна интервенција није успела. Политичари Јукатана су схватали значај економских веза са Мексиком. Договор је постигнут 1843. по коме је Јукатан враћен у састав Мексика, а председник Санта Ана је гарантовао да ће Јукатану вратити аутономна права из устава из 1825.
Већ 1845. влада Мексика је престала да поштује одредбе овог уговора. Првог јануара 1846. Јукатан је поново прогласио независност и неутралност у актуелном рату Мексика и САД. Ситуација се додатно компликовала избијањем Рата касти (Guerra de Castas) 1847, између домородаца Маја и виших класа из редова потомака шпанских досељеника (креола). Све становништво европског порекла је протерано 1848. у утврђене градове Кампече и Мерида. Влада Јукатана је покушала да склопи уговор са страним силама које би послале војну помоћ за сламање устанка Маја. На то је пристала влада Мексика, па се Јукатан опет придружио мексичкој федерацији августа 1848. До 1850. створила се ситуација где су побуњеници владали на југоистоку, а владине трупе на северозападу.
У наредним деценијама наставили су се већи и мањи сукоби владе и устаника. Мексичка армија је 1901. заузела главни град побуњеника Чан Санта Круз. Неке групе побуњеника су пружале отпор све до 1930-их.
Западни део државе Јукатан је 1857. одвојен у нову државу Кампече. Источни део државе, Кинтана Ро, је 1902. одвојен у територију под централном државном управом, а статус савезне државе је добио 1974.

### Белиз и Гватемала
Шпанци никада нису успели да остваре ефикасну контролу над делом полуострва које данас припада држави Белиз.
Енглези су овде створили колонију за експлоатацију дрвета у касном 18. веку. У раном 19. веку, насеље је добило име Британски Хондурас, да би 1871. постало званична крунска колонија. Белиз је постао независтан 1981.
Гватемала је 1840-их послала малу групу војника у област Петен на југу Јукатана. Мексико и Јукатан су одлучили да не оспоравају суверенитет Гватемале над овим подручјем.

## Привреда
Што се тиче привреде, ово је област у којој је био распрострањен узгој стоке, шумарство и производња природне гуме и агаве.
Седамдесетих година 20. века опада потреба за природном гумом и агавом на светском тржишту због појаве синтетичких материјала.
Тада Јукатан окреће своју економију туризму. По развијеном туризму нарочито је познат Канкун и његова околина.